# Harald Loebermann
Harald Loebermann (* 14. Oktober 1923 in Ansbach; † 17. Juli 1996 in Nürnberg) war ein deutscher Architekt und Kunstsammler.

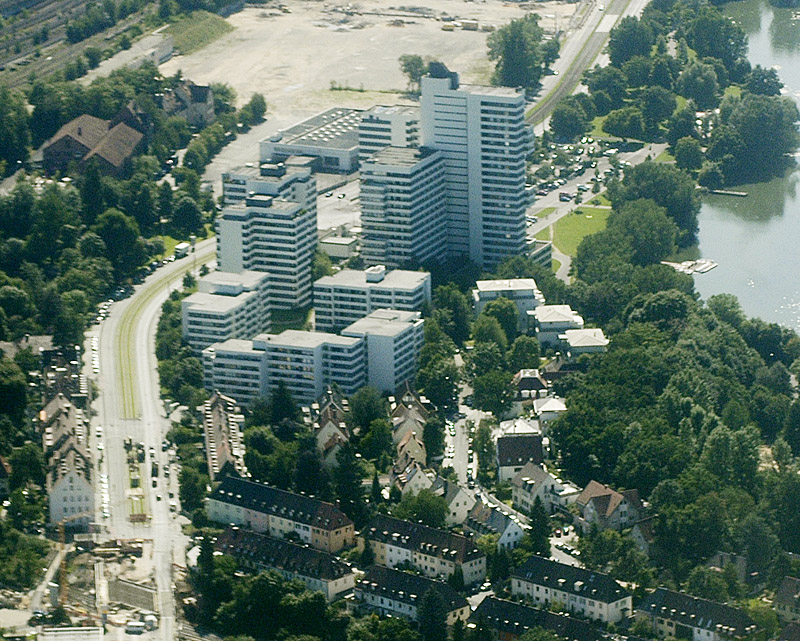
Norikus, Nürnberg

## Werdegang
1952 war Loebermann in die Bauabteilung der Merkur-Kette eingetreten, bevor er 1954 in Nürnberg ein eigenes Büro eröffnete. Sohn Matthias Loebermann ist ebenfalls als Architekt tätig.

### Hortenkachel
Die Architekten Harald Loebermann und Helmut Rhode schufen 1958 die Netzfassade aus Kunststein, hinter der Öffnungen verschwinden. Die Fassade des Duisburger Merkur-Warenhaus von Rhode und Loebermann ist der Protagonist des westdeutschen Warenhausbaus der Nachkriegsmoderne und galt als Vorbild. Wenig darauf verwendete Egon Eiermann bei den Horten-Häusern in Stuttgart und Heidelberg vergleichbare Lösungen. 1962 wurde die Fassade des Warenhauses in Neuss von Hentrich und Petschnigg als „Hortenkachel“ zum Signet des Konzerns.

### Sammlung Lyonel Feininger
Loebermann gelang es, über die Hälfte der Druckgrafiken von Lyonel Feininger zu erwerben und durch mehr als 50 Aquarelle und Zeichnungen aus einem Zeitraum von 1910 bis 1955 zu ergänzen. Die Sammlung gehört damit zu der Bedeutendsten des Künstlers weltweit. Besonders wertvolle Teile des Feininger-Konvolutes sind die zwischen 1918 und 1920 entstandenen zahlreichen Holzschnitte und die zwischen 1937 und 1955 entstandenen Aquarelle aus seiner Zeit in den Vereinigten Staaten. Die Kunstsammlungen Chemnitz haben die Sammlung Harald Loebermann erworben.

## Bauten

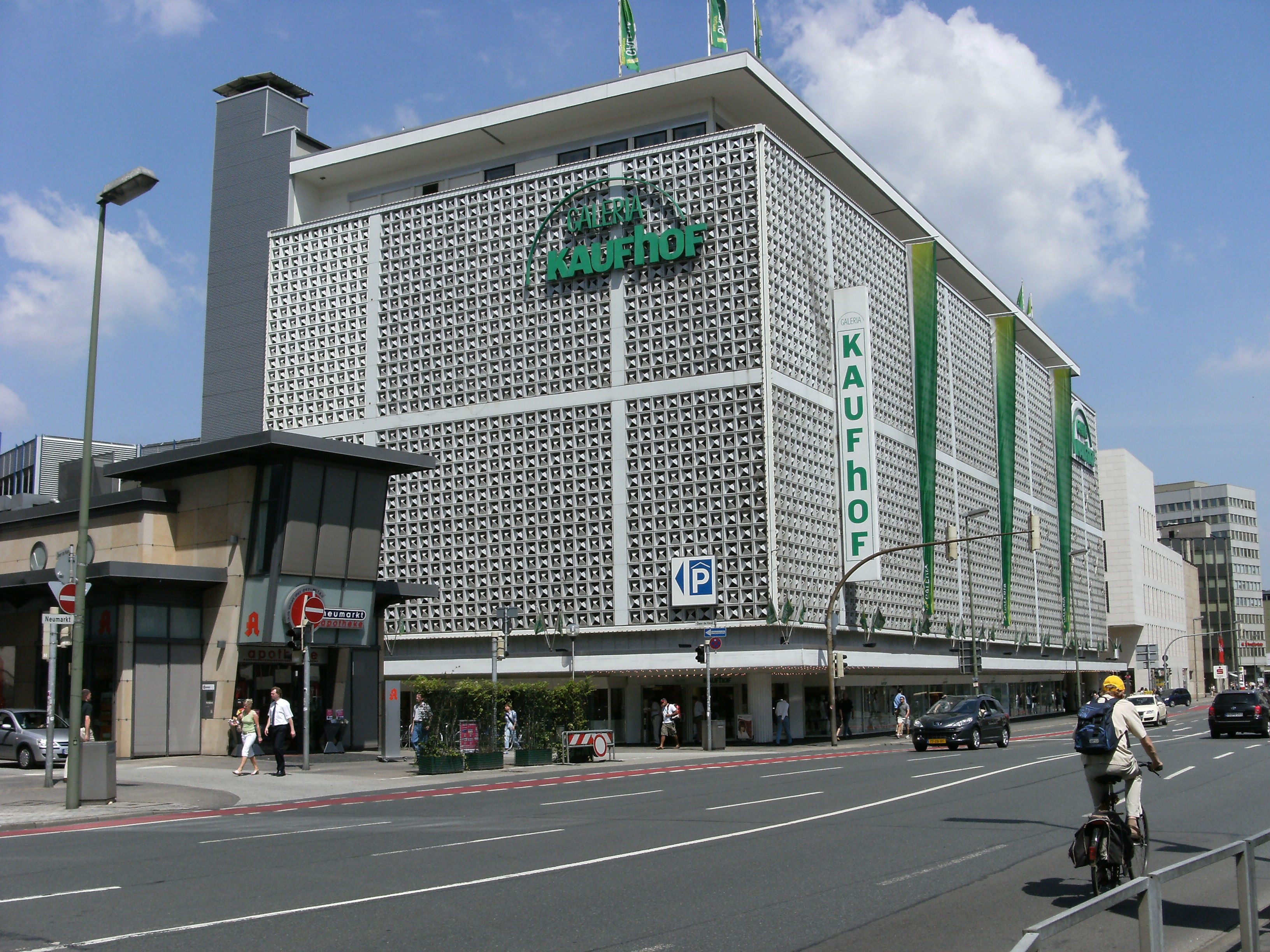
Kaufhaus Merkur, Osnabrück stark verändert

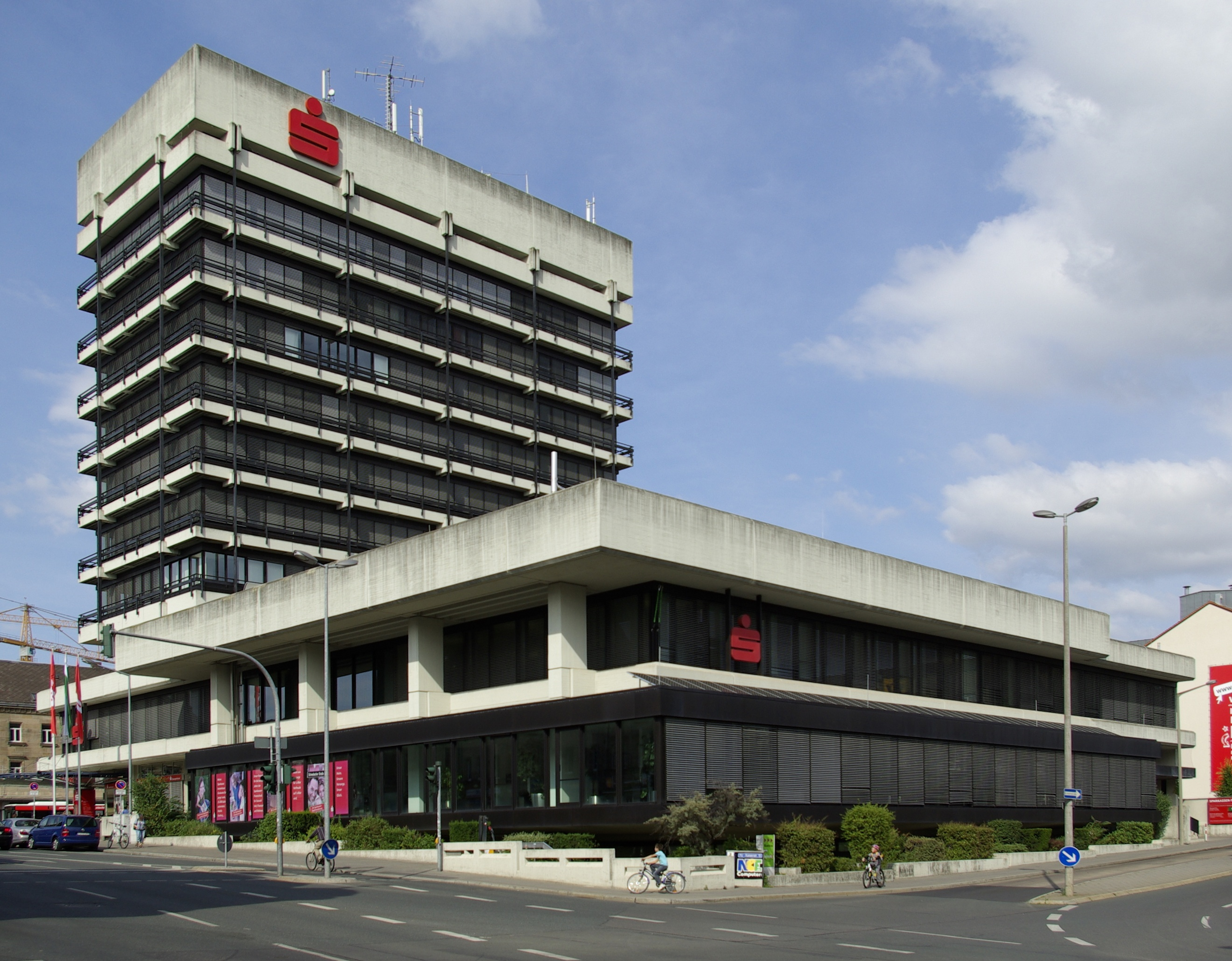
Sparkasse Fürth

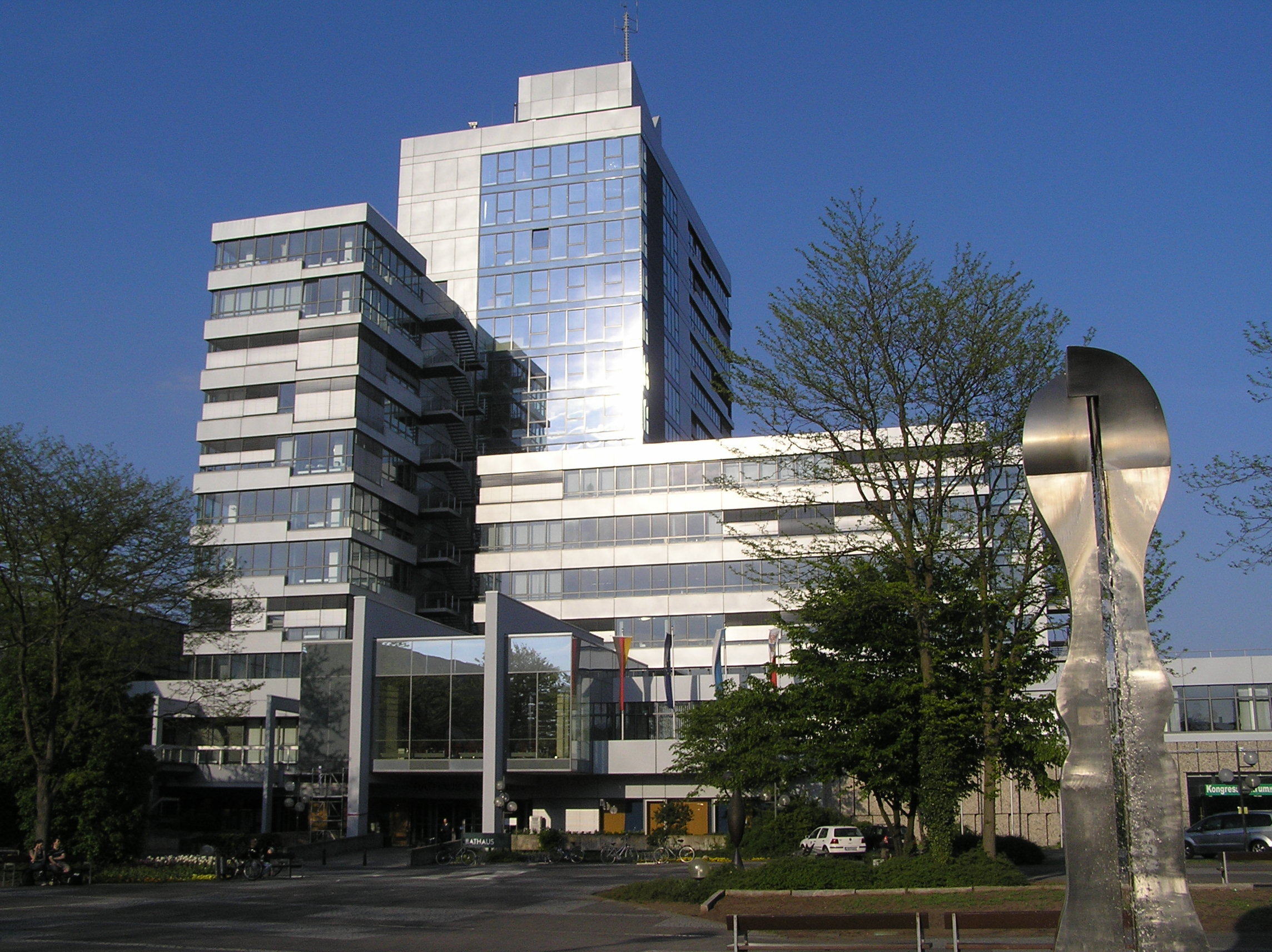
Rathaus, Erlangen

Das Wohnhochhaus-Areal am Wöhrder See ist in der Liste der Hochhäuser in Nürnberg eingetragen. 1967 entschied die Jury des Wettbewerbs um die Bebauung am Wöhrder See unter Vorsitz von Rudolf Hillebrecht Loebermanns Entwurf als den 1. Preis.
- 1955: Kaufhaus Merkur, Osnabrück[3] (heute: Galeria Kaufhof)
- 1956–1957: Kaufhaus Merkur, Augsburg[4]
- 1958: Kaufhaus Merkur, Duisburg mit Helmut Rhode[5][6]
- 1958–1963: Meistersingerhalle, Nürnberg[7] mit Wunibald Puchner
- 1965: Kaufhaus Merkur, Erlangen[8]
- 1968–1970: Hotel Transmar, Erlangen
- 1969–1971: Heinrich-Lades-Halle, Erlangen
- 1969–1971: Neues Rathaus (Stadthalle, Hotel und Ladenzentrum), Erlangen
- 1972: Wohnhochhaus Norikus 1 & 2 & 3, Nürnberg
- 1975: Atrium Hotel, Nürnberg
- 1976: Sparkasse Fürth
- 1979: Terrassenwohnanlage am Stadtpark, Nürnberg
- 1982–1984: Wohnanlage Schloss Stein, Faberpark-Nürnberg

## Preise
- 1971: BDA-Preis Bayern für Neues Rathaus, Erlangen[9]